# NGC 7136
NGC 7136 est paire d'étoiles située dans la constellation du Capricorne,. L'astronome américain Frank Müller a enregistré la position de celle-ci en 1866.